# جمعية العلوم الإنسانية الرقمية
جمعية العلوم الإنسانية الرقمية هي جمعية علمية كندية. واسمها بالإنجليزية هو Society for Digital Humanities/Société pour l'étude des médias interactifs (أو SDH/SEMI). وكانت تُعرَف في السابق باسم «اتحاد استخدام الكمبيوتر في العلوم الإنسانية» (Consortium for Computers in the Humanities/Consortium pour ordinateurs en sciences humaines (أو COCH/COSH)).
تلتقي هذه الجمعية كل عام في إطار مؤتمر العلوم الاجتماعية والإنسانية الذي ينظمه الاتحاد الكندي للعلوم الاجتماعية والإنسانية. وفيما يلي جزء مما تذكره الجمعية في الصفحة الرئيسية بموقعها الإلكتروني:
«إن هدفنا هو الجمع بين علماء الإنسانيات الذين يستعينون بالكمبيوتر والوسائل الرقمية في الأبحاث والتدريس والتصميم. وترعى الجمعية العمل في مجال العلوم الإنسانية الرقمية باللغتين الرسميتين في كندا، وتشجع على التفاعل بين المجتمع المتحدث بالإنجليزية والآخر المتحدث بالفرنسية في هذه الدولة، وذلك في جميع المجالات التي يعكسها تنوع الأعضاء بالجمعية: فتوفر فرصًا للنشر والعرض والتعاون؛ وتدعم عددًا من الاختصاصات التعليمية والمبادرات الدولية؛ وتعمل كجهة استشارية وقوة ضغط لصالح الجهات المحلية والقومية والدولية التي تجري الأبحاث وتمولها؛ وتعمل مع المنظمات المتحالفة معها؛ إلى جانب العديد من الأنشطة الأخرى.»  

## وصلات خارجية
- Canadian Federation for the Humanities and Social Sciences
- SDH نسخة محفوظة 19 يوليو 2017 على موقع واي باك مشين.